# Amsterdam Crusaders 2015
Questa voce raccoglie le informazioni riguardanti gli Amsterdam Crusaders nella stagione 2015.

## Eredivisie

### Stagione regolare
| 8 febbraio 2015 2ª giornata | 010 Trojans | 7 – 40 | Amsterdam Crusaders |  |

| 15 febbraio 2015 3ª giornata | Nijmegen Pirates | 0 – 32 | Amsterdam Crusaders |  |

| 1º marzo 2015 4ª giornata | Amsterdam Crusaders | 21 – 7 | Lightning Leiden |  |

| 15 marzo 2015 6ª giornata | Amstelland Panthers | 6 – 12 | Amsterdam Crusaders |  |

| 29 marzo 2015 7ª giornata | Amsterdam Crusaders | 6 – 0 | Alphen Eagles |  |

| 12 aprile 2015 9ª giornata | Hilversum Hurricanes | 20 – 14 | Amsterdam Crusaders |  |

| 26 aprile 2015 10ª giornata | Amsterdam Crusaders | 14 – 6 | Hilversum Hurricanes |  |

| 24 maggio 2015 13ª giornata | Lightning Leiden | 0 – 59 | Amsterdam Crusaders |  |

| 31 maggio 2015 14ª giornata | Amsterdam Crusaders | 28 – 12 | Arnhem Falcons |  |

| 14 giugno 2015 16ª giornata | Amsterdam Crusaders | 22 – 13 | Amstelland Panthers |  |

### Playoff
| 21 giugno 2015 Semifinale | Amsterdam Crusaders | 14 – 7 | Arnhem Falcons |  |

| 5 luglio 2015 Tulip Bowl | Amsterdam Crusaders | 21 – 6 | Alphen Eagles | (1200 spett.) |

## European Football League

### Stagione regolare
| Amsterdam 3 maggio 2015, ore 15:00 2ª giornata | Amsterdam Crusaders | 0 – 62 (0-14 0-20 0-15 0-13) | Allgäu Comets | Sportpark Sloten (300 spett.) |

| Badalona 16 maggio 2015, ore 15:00 3ª giornata | Badalona Dracs | 11 – 8 (8-0 0-8 0-0 3-0) | Amsterdam Crusaders | Camp Municipal de Badalona |

## Statistiche di squadra
| Competizione            | %Vittorie | In casa | In casa | In casa | In casa | In casa | In casa | In trasferta | In trasferta | In trasferta | In trasferta | In trasferta | In trasferta | Totale | Totale | Totale | Totale | Totale | Totale |
| Competizione            | %Vittorie | G       | V       | N       | P       | Pf      | Ps      | G            | V            | N            | P            | Pf           | Ps           | G      | V      | N      | P      | Pf     | Ps     |
| ----------------------- | --------- | ------- | ------- | ------- | ------- | ------- | ------- | ------------ | ------------ | ------------ | ------------ | ------------ | ------------ | ------ | ------ | ------ | ------ | ------ | ------ |
| ED - Stagione regolare  | 1.000     | 5       | 5       | 0       | 0       | 91      | 38      | 5            | 4            | 0            | 1            | 157          | 33           | 10     | 9      | 0      | 1      | 248    | 71     |
| ED - Playoff            | 1.000     | 2       | 2       | 0       | 0       | 35      | 13      | 0            | 0            | 0            | 0            | 0            | 0            | 2      | 2      | 0      | 0      | 35     | 13     |
| EFL - Stagione regolare | 1.000     | 1       | 0       | 0       | 1       | 0       | 62      | 1            | 0            | 0            | 1            | 8            | 11           | 2      | 0      | 0      | 2      | 8      | 73     |
| Totale                  | .846      | 8       | 7       | 0       | 1       | 126     | 113     | 6            | 4            | 0            | 2            | 165          | 44           | 14     | 11     | 0      | 3      | 283    | 157    |